# Премия «Грэмми» за лучший блюз-альбом
Премия Грэмми за лучший блюз-альбом (англ. Grammy Award for Best Blues Album) вручается на ежегодной церемонии в США с 2012 года. Одна из самых престижных наград в современном блюзе является одной из примерно 100 других номинаций этой премии, которая была учреждена в 1958 году.
Награда ежегодно присуждается Национальной академией искусства и науки звукозаписи за «художественные достижения, технические знания и общее превосходство в звукозаписывающей индустрии, без учёта продаж альбома и его позиции в чартах».
Эта награда была учреждена в 2012 году и объединила в себе две другие премии, ранее вручаемые в категориях Лучший современный блюз-альбом (1988—2011) и Лучший традиционный блюз-альбом (1983—2011; Би Би Кинг был 10-кратным её лауреатом).

## История
| Год  | Победитель                              | Альбом              | Номинанты | Ссылка |
| ---- | --------------------------------------- | ------------------- | --- | ------ |
| 2012 | Tedeschi Trucks Band                    | Revelator           | - Грегг Оллман — Low Country Blues - Маршия Болл — Roadside Attractions - Уоррен Хейнс — Man in Motion - Keb’ Mo’ — The Reflection | [ 5 ]  |
| 2013 | Доктор Джон                             | Locked Down         | - Шемекия Коупленд — 33⅓ - Рути Фостер — Let It Burn - Heritage Blues Orchestra — And Still I Rise - Джоан Осборн — Bring It On Home | [ 6 ]  |
| 2014 | Бен Харпер с участием Чарли Масселуайта | Get Up!             | - Билли Бой Арнолд, Чарли Масселуайт, Марк Хаммел, Шугар Рей Норшия и Джеймс Харман — Remembering Little Walter - Джеймс Коттон — Cotton Mouth Man - Бет Харт и Джо Бонамасса — Seesaw - Бобби Раш — Down in Louisiana                              | [ 7 ]  |
| 2015 | Джонни Винтер                           | Step Back           | - Дейв Элвин и Фил Элвин — Common Ground: Dave Alvin & Phil Alvin Play and Sing the Songs of Big Bill Broonzy - Рути Фостер — Promise of a Brand New Day - Чарли Масселуайт — Juke Joint Chapel - Бобби Раш с участием Blinddog Smokin' — Decisions | [ 8 ]  |
| 2016 | Бадди Гай                               | Born to Play Guitar | - Седрик Бёрнсайд — Descendants of Hill Country - Шемекия Коупленд — Outskirts of Love - Бетти Лаветт — Worthy - Джон Пример и различные исполнители — Muddy Waters 100                                                                             | [ 9 ]  |